# Tisá
Tisá (deutsch Tyssa) ist eine Gemeinde im Bezirk Aussig in Tschechien. Bekannt ist der Ort vor allem durch das nördlich gelegene Sandsteinlabyrinth der Tyssaer Wände.

## Geographie

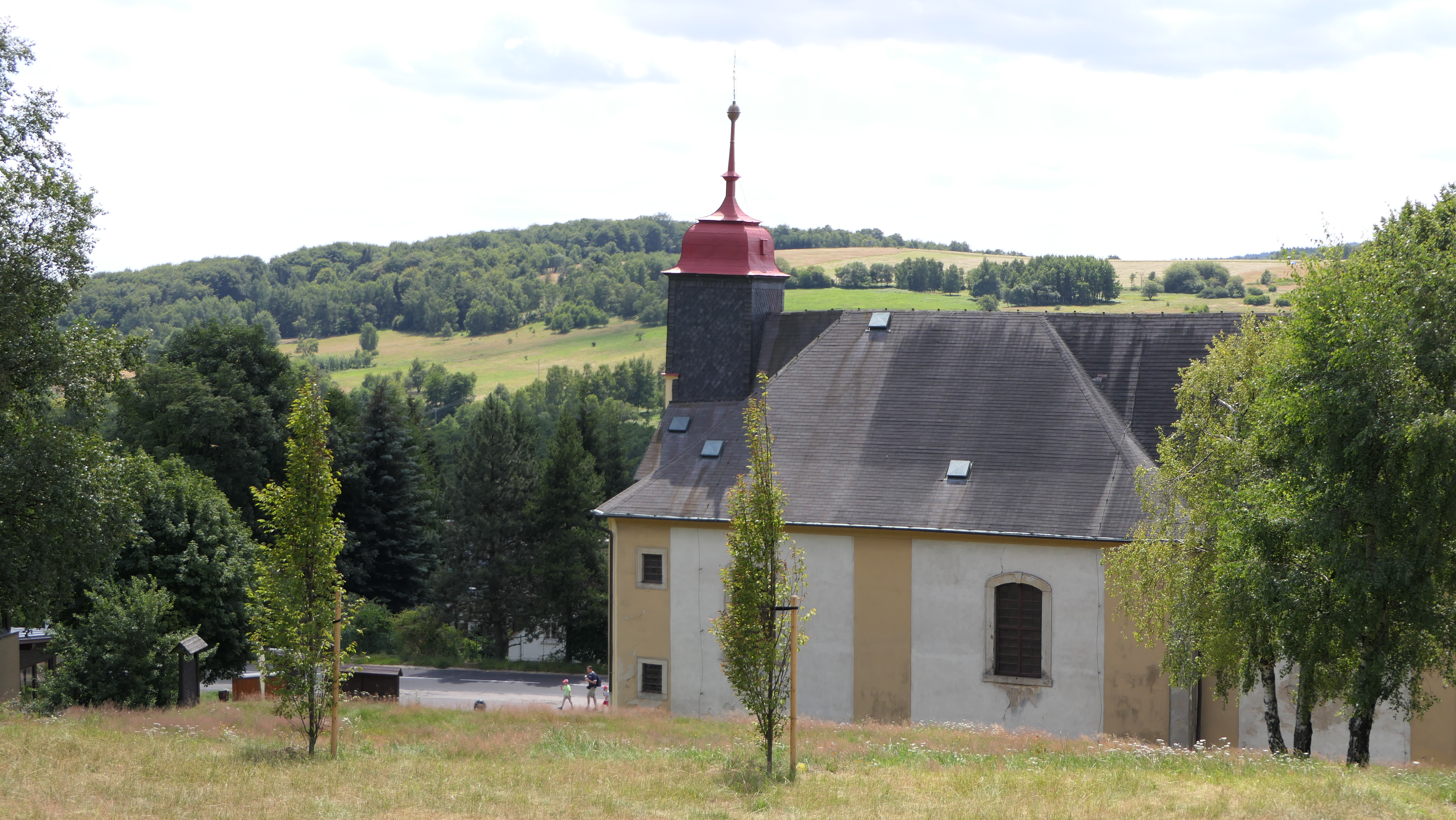
Blick über die Kirche auf den Hoferberg

Tisá liegt am westlichen Rand der Böhmischen Schweiz in 548 m Höhe. Im Norden befindet sich das Tyssaer Felsenlabyrinth. Südlich befinden sich die Berghügel Tisá (598 m) und Hájek (Hoferberg) (591 m). 

### Gemeindegliederung
Für Tisá sind keine Ortsteile ausgewiesen. Grundsiedlungseinheiten sind Antonínov (Antonsthal), Ostrov (Eiland), Rájec (Raitza) und Tisá (Tyssa). Zu Tisá gehört außerdem die Einschicht Šenštejn (Schönstein).
Das Gemeindegebiet gliedert sich in die Katastralbezirke Ostrov u Tisé und Tisá.

### Nachbarorte
|                        | Bad Gottleuba-Berggießhübel                 | Rosenthal-Bielatal |
| Petrovice (Peterswald) | Kompassrose, die auf Nachbargemeinden zeigt | Jílové (Eulau)     |
|                        | Libouchec (Königswald)                      |                    |

## Geschichte

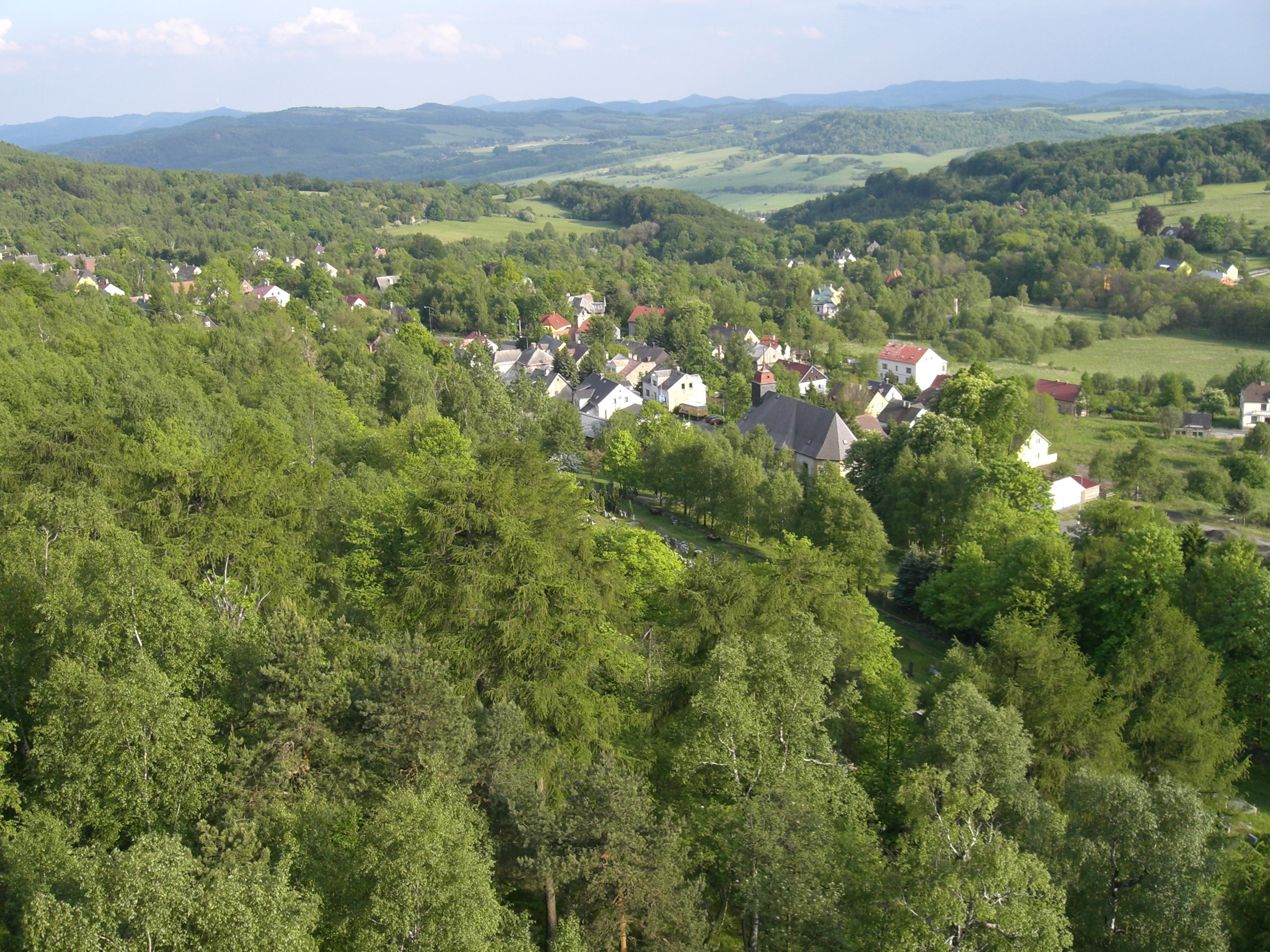
Tisá

Der Ursprung des Ortes war die von den Wartenbergern errichtete Burg Schenau, die von den Hussiten verwüstet wurde. Älter ist der Ortsteil Rajec, der bereits 1186 nachweisbar ist. Aus dem Jahre 1541 stammt die erste schriftliche Überlieferung von Tyssa. Wenig später gründeten die Bünauer auf den Fluren des früheren Schenau den Ort Schönstein. In der Zeit von 1554 bis 1557 ließ Günther von Bünau in Schönstein ein Schloss errichten, um das eine evangelische Kirche, Schule und eine Brauerei entstand.
Während des Dreißigjährigen Krieges brannten 1631 kroatische Truppen Schönstein und Tyssa nieder und im selben Jahr brandschatzten die Schweden das, was von beiden Orten noch übrig geblieben war. Schönstein wurde nie wieder aufgebaut, seine Fluren kamen zu Tyssa. In der Mitte des 18. Jahrhunderts entstanden in Tyssa mehrere Knopffabriken.
Eiland entstand 1706 durch die Gründung einer Glashütte durch Maria Adelheit von Thun und wurde 1961 eingemeindet. Die zehn Häuser von Antonsthal wurden seit 1873 errichtet und gehörten bis 1970 zu Petrovice. Das an der deutschen Grenze liegende Rajec gehört seit 1850 zu Tyssa und ist heute ein sterbender Ort.
Tisá lebt heute vor allem vom Fremdenverkehr. Im Ort besteht ein Freibad im Ziegelteich.

## Einwohnerentwicklung
- 1910: 2.547 Einwohner und 425 Häuser
- 1930: 1.867 Einwohner, darunter 1.802 Deutsche
- 1. Januar 2006: 747 Einwohner

## Sehenswürdigkeiten

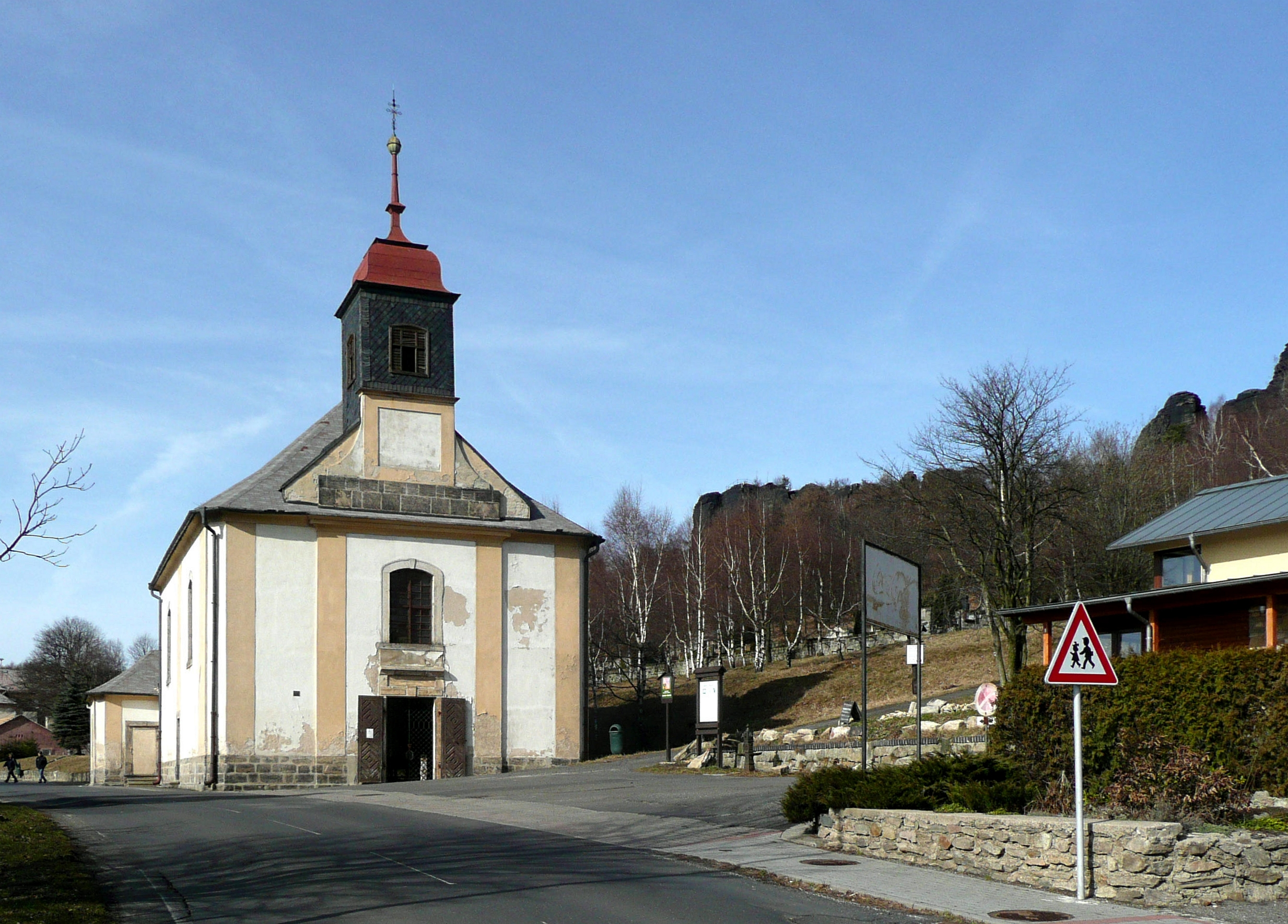
Kirche der Heiligen Anna

- Tyssaer Wände (Tiské stěny): Die Tyssaer Wände sind ein Felslabyrinth mit bizarren Sandsteinformationen.
- Kirche der Heiligen Anna (kostel sv. Anny): Die 1786 erbaute einschiffige Kirche steht unter Denkmalschutz.
- Kapelle: Der Ende des 19. Jahrhunderts errichtete Bau ist derzeit einsturzgefährdet.

## Söhne und Töchter der Gemeinde
- Ernst Werner (1920–1993), deutscher Historiker
- Harry Paul (* 1931), deutscher Physiker und Hochschullehrer